# Marta Dziadura
Marta Dziadura, née le 22 février 1981 est une pentathlonienne polonaise.

## Palmarès
| Discipline/Année                         | 2004 | 2005 | 2006 | 2007 |
| ---------------------------------------- | ---- | ---- | ---- | ---- |
| Jeux olympiques Individuel               | -    | -    | -    | -    |
| Championnats du monde seniors Individuel | -    | -    | 1re  | -    |
| Championnats du monde seniors Équipe     | -    | -    | 1re  | -    |
| Championnats du monde seniors Relais     | 1re  | -    | 1re  | 2e   |
| Coupe du monde seniors Individuel        | -    | -    | -    | -    |
| Championnats d'Europe seniors Individuel | -    | -    | -    | -    |
| Championnats d'Europe seniors Équipe     | -    | -    | -    | -    |
| Championnats d'Europe seniors Relais     | -    | -    | 1re  | -    |

Ce palmarès n'est pas complet